# Barbus anniae
Barbus anniae es una especie de peces de la familia de los Cyprinidae en el orden de los Cypriniformes.

## Morfología
Los machos pueden llegar alcanzar los 8,3 cm de longitud total

## Hábitat
Es un pez de agua dulce.

## Distribución geográfica
Se encuentra en Guinea y Guinea-Bissau. Solo se ha registrado en el río Koumba, un afluente del río Tominé/Corubal. 

## Etimología
El pez lleva el nombre en honor a la esposa de Lévêque, Annie.